# Bloomington (Kalifornien)
Bloomington ist ein census-designated place (CDP) am südwestlichen Ende des San Bernardino Countys im US-Bundesstaat Kalifornien. Das U.S. Census Bureau hat bei der Volkszählung 2020 eine Einwohnerzahl von 24.339 ermittelt. Das Stadtgebiet umfasst eine Fläche von 15,5 Quadratkilometern. Bloomington liegt 335 Meter über dem Meeresspiegel und ist von der Mojave-Wüste umgeben. Das Klima ist entsprechend von langen Wärmephasen und milden Wintern geprägt. Im Sommer sind jedoch Temperaturen von über 40 Grad Celsius keine Seltenheit.
Die nächstgelegenen Orte sind Fontana und Rialto.

## Demographie
Nach der Volkszählung 2010 stieg die Einwohnerzahl binnen zehn Jahren von 2000 bis 2010 von 19.316 auf 23.851. Besonders hoch ist die Zahl der Latinos, sie stellen acht von zehn Bewohnern der Stadt, während sonstige Weiße weniger als 20 Prozent der Stadtbevölkerung ausmachten. Die Zahl der Latinos stieg binnen eines Jahrzehnts um mehr als 15 Prozent an. Weitere Minderheiten waren asiatischstämmige Bürger und Afroamerikaner mit einem Anteil von je etwa zwei Prozent der an der städtischen Bevölkerung. Die Anzahl der Haushalte betrug nach der 2010 erhobenen Volkszählung 5.745.